# Едуард Рюпель
Вільгельм Пітер Едуард Симон Рюпель (англ. Wilhelm Peter Eduard Simon Rüppell; 20 листопада 1794 — 10 грудня 1884) — німецький натураліст і дослідник.

## Біографія
Народився в Франкфурті-на-Майні, в родині дуже успішного банкіра. Був спочатку підприємцем, але після візиту на Синайський півострів у 1817 році він виявив зацікавленість до природної історії. Відвідував лекції в Павійському університеті і Університеті Генуї з ботаніки й зоології. Рюпель вирушив у свою першу експедицію в 1821 році, в супроводі лікаря Михайла Хея як помічника. Вони подорожували по пустелі Синай, і в 1822 році стали були першими європейськими дослідниками, які досягли затоки Акаба. Вони тоді продовжили подорож до Александрії через гору Синай. У 1823 році вони подорожували вгору по Нілу до Нубії, збираючи зразки й повернувшись до Каїру в липні 1825 року. Філіп Якоб Кречман використовуючи зразки Рюпеля видав Atlas zu der Reise im nordlichen Afrika (1826). У 1830 Рюпель повернувся в Африку, і став першим натуралістом, що перетнув Ефіопію.

## Описані таксони

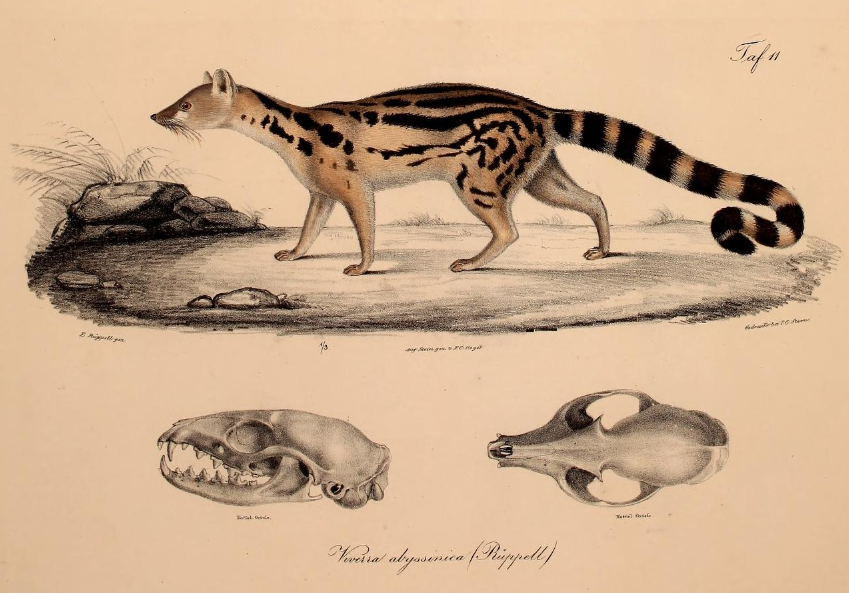
Генета абісинська
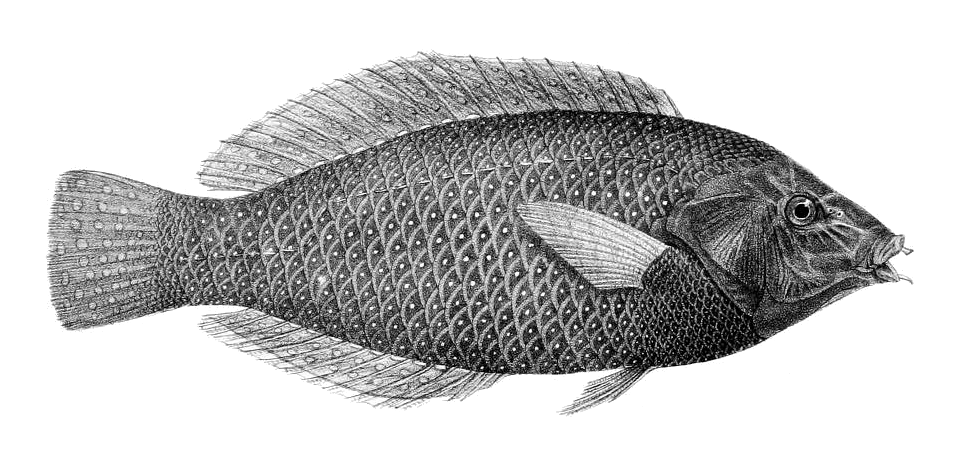
Anampses caeruleopunctatus
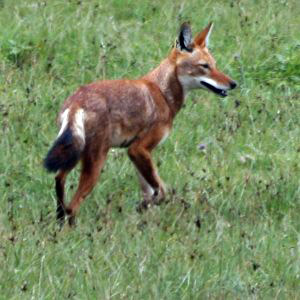
Вовк ефіопський
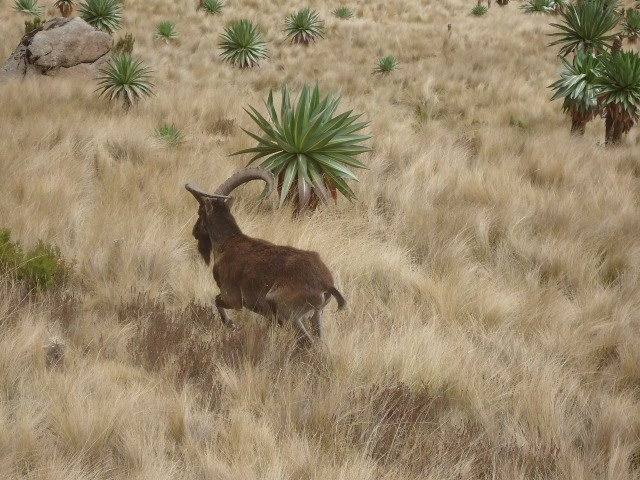
Козел ефіопський
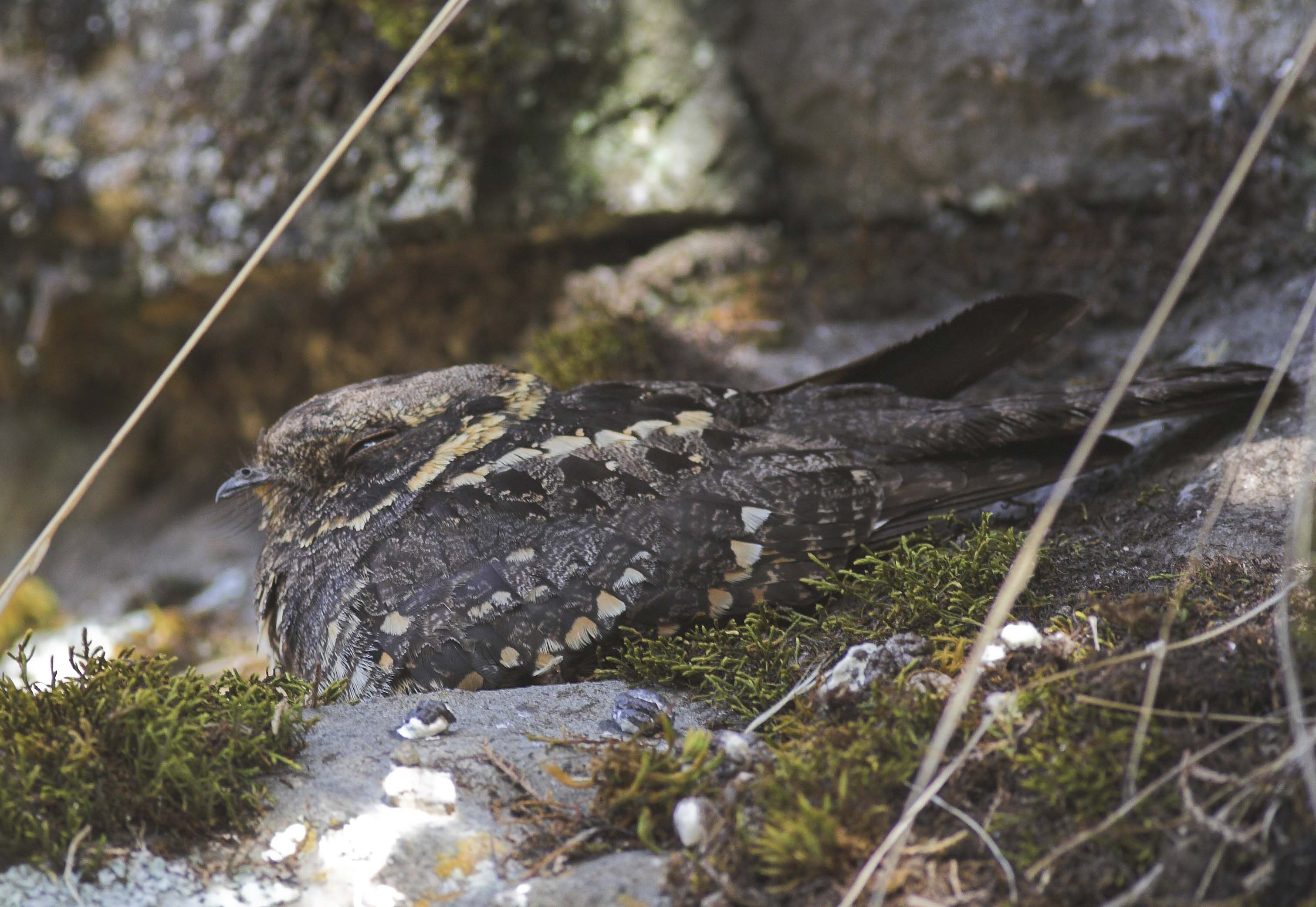
Caprimulgus poliocephalus
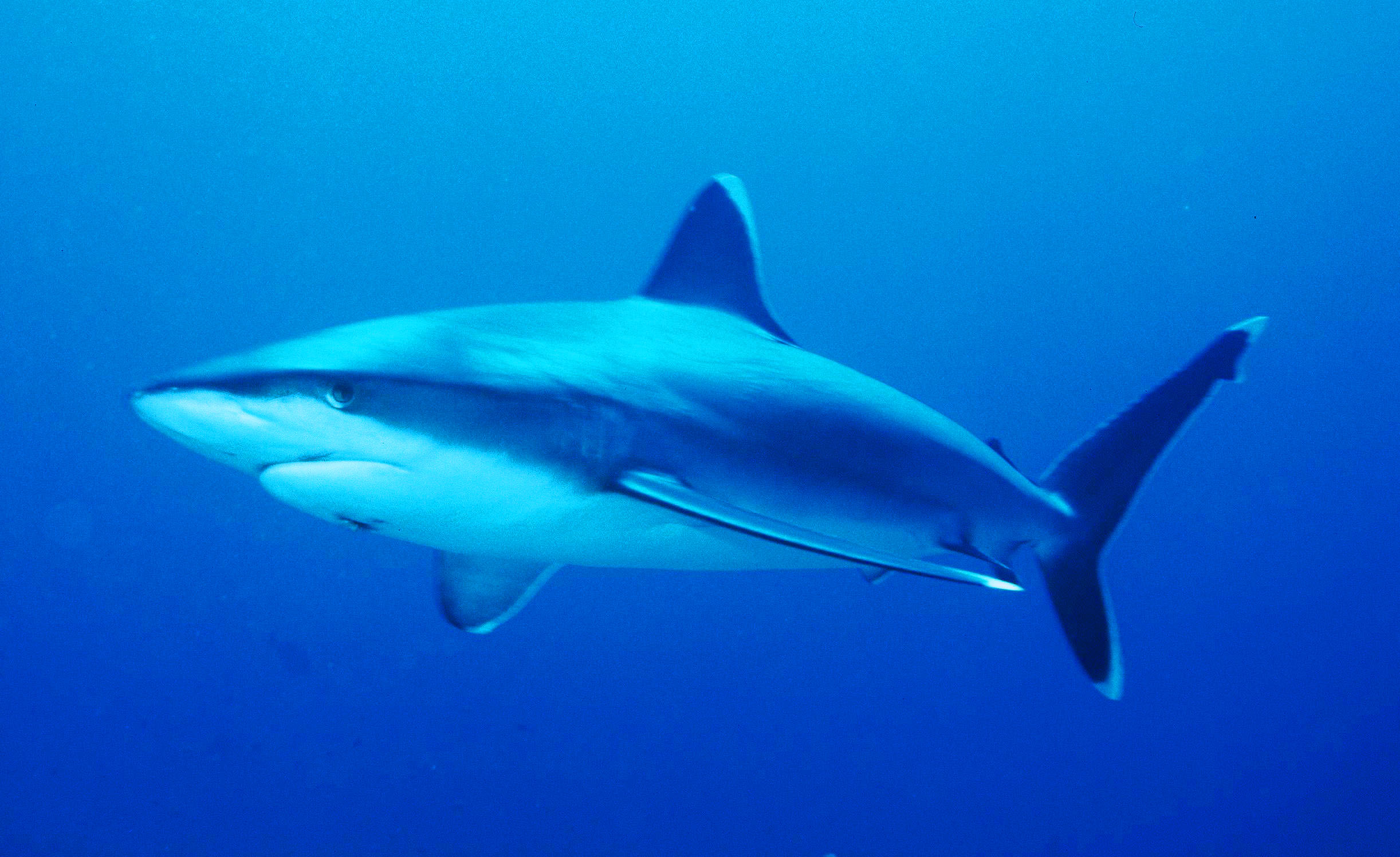
Carcharhinus albimarginatus
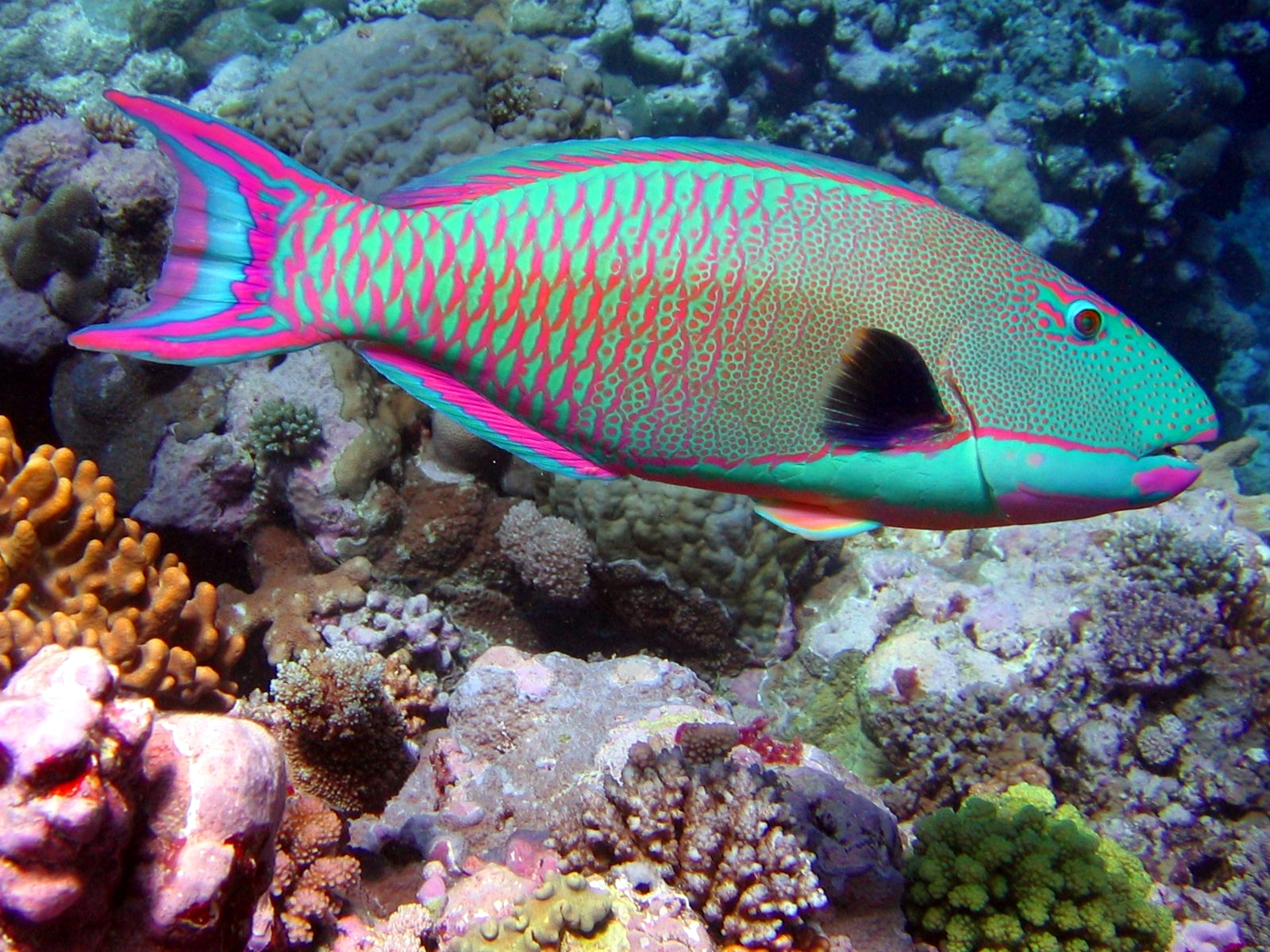
Cetoscarus bicolor
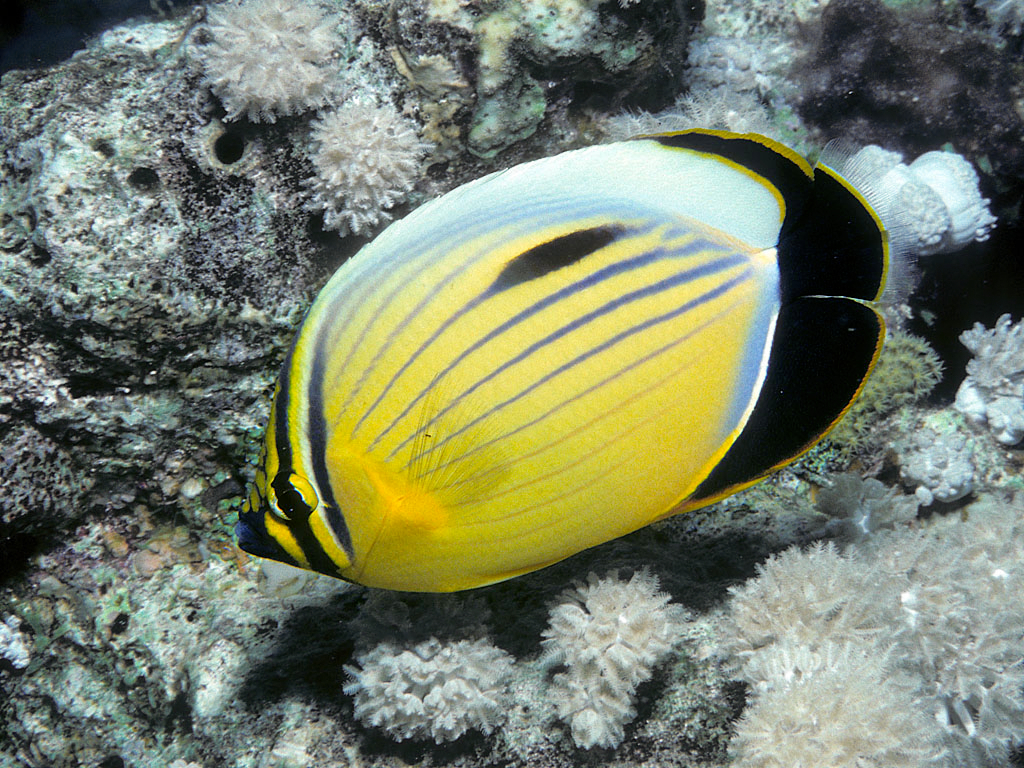
Chaetodon austriacus
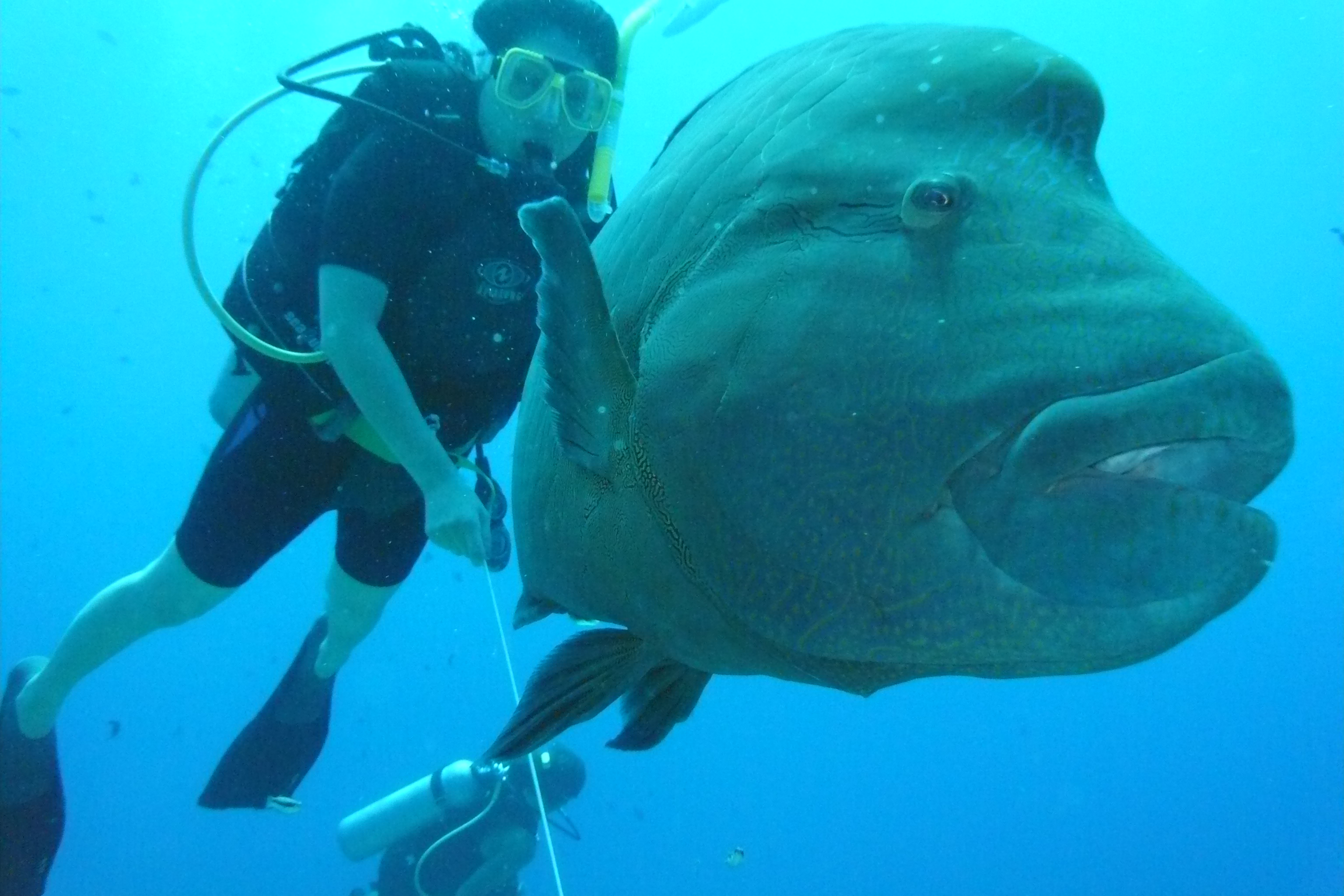
Cheilinus undulatus
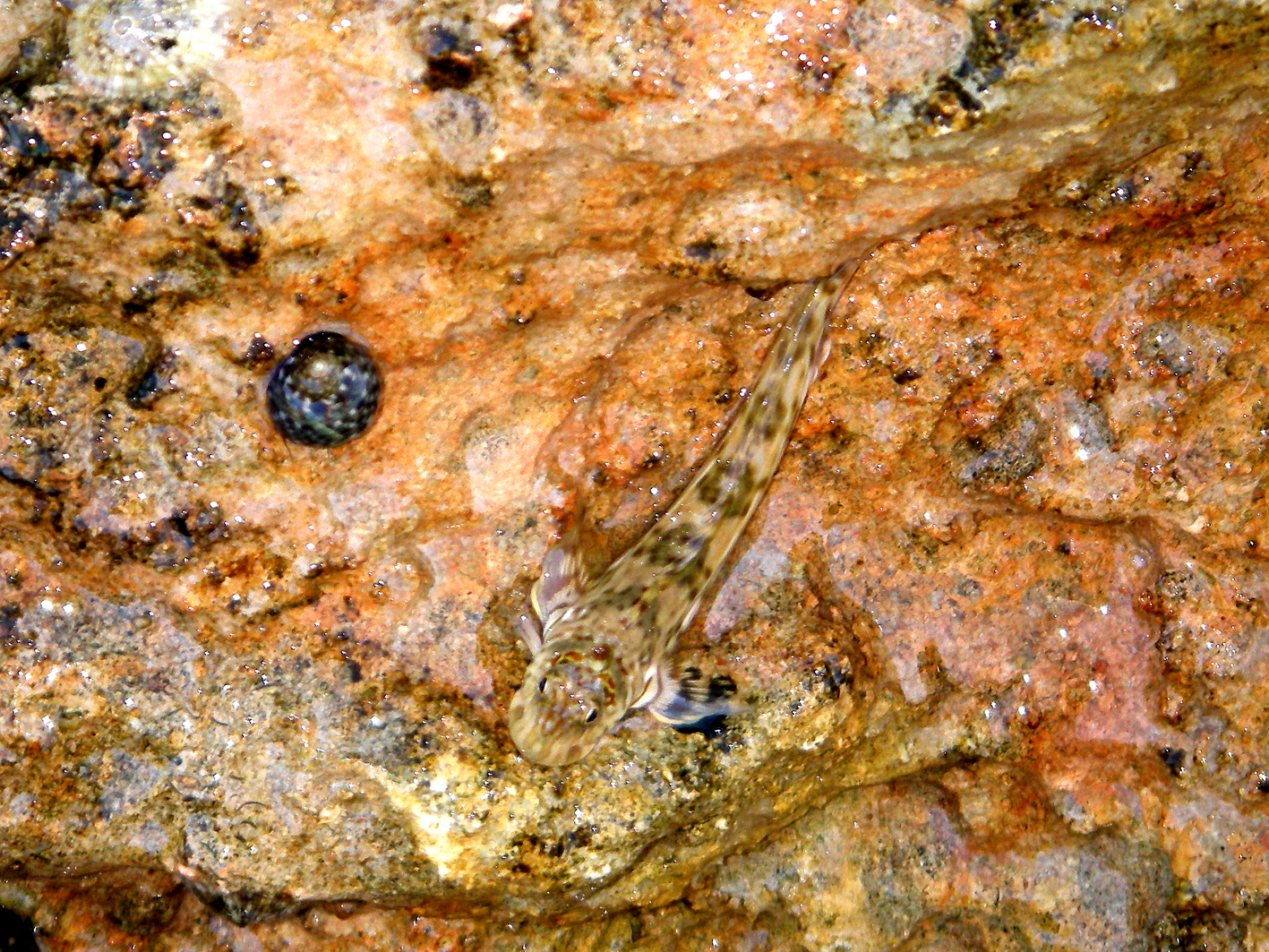
Istiblennius unicolor
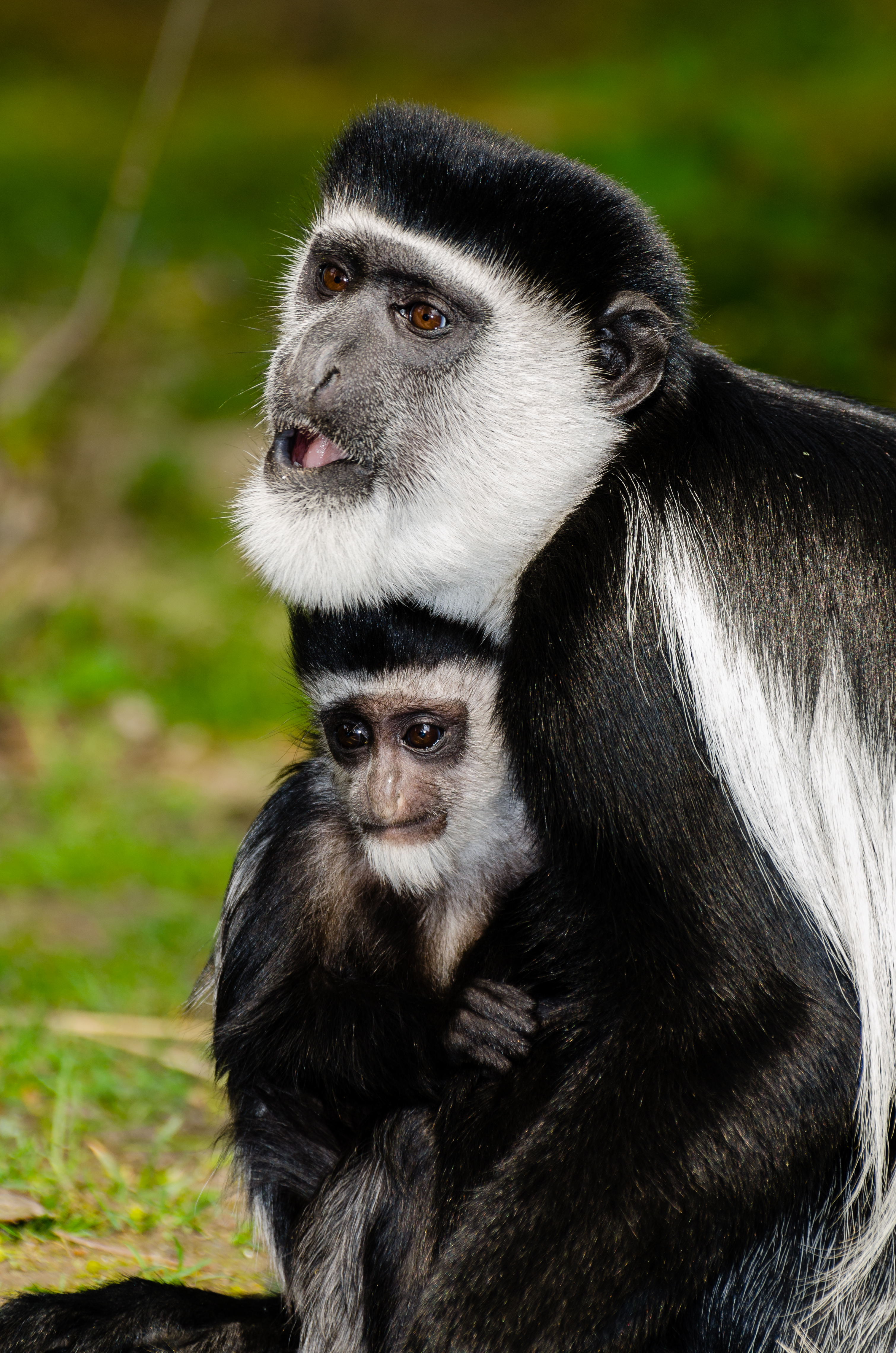
Colobus guereza

## Таксони, названий на честь ученого
- Scoteanax rueppellii
- Eupodotis rueppellii
- Vulpes rueppellii
- Poicephalus rueppellii
- Pipistrellus rueppellii
- Ablepharus rueppellii
- Gyps rueppellii
- Sylvia rueppelli